# Južna Dakota
Južna Dakota je savezna država SAD-a. Ime je dobila po Lakota i Dakota Siusima indijanskim plemenima, koji sastavljaju veliki dio stanovništva i povijesno dominiraju područjem.
Kao južni dio bivšeg područja Dakote, Južna Dakota je postala država 2. studenog 1889., istodobno sa Sjevernom Dakotom. Pierre je glavni grad države, a Sioux Falls, s oko 183.200 stanovnika, najveći je grad Južne Dakote. Južnu Dakotu graniče države Sjeverna Dakota (na sjeveru), Minnesota (na istoku), Iowa (na jugoistoku), Nebraska (na jugu), Wyoming (na zapadu) i Montana (na sjeverozapadu). Država je podijeljena rijekom Missouri, koja ju dijeli u dvije zemljopisno i socijalno različite polovice, koje stanovnici poznaju kao "East River" i "West River".

## Okruzi (Counties)
Južna Dakota se sastoji od 66 okruga (counties)

## Vanjske poveznice
- Community and City Profiles: HomeTownLocator.com

## Najveći gradovi
(Stanje 1. srpnja 2004)
- Sioux Falls - 136.695
- Rapid City - 61.459
- Aberdeen - 24.196
- Watertown - 20.207
- Brookings - 18.705
- Mitchell - 14.887
- Pierre - 13.983
- Yankton - 13.491
- Huron - 11.198

## Stanovništvo

### Indijanci
Države Južna i Sjeverna Dakota dobile su ime po Dakota ili Siuskim Indijancima, čije ime znači 'saveznici'. Osim njih pradomovina je i plemenima Sutaio i Cheyenne. Svojevremeno su tu živjela i plemena Arapaho i Kiowa na Black Hillsu. Arikara na Missouriju, nakon odvajanja od plemena Skidi Pawnee, a kraće vrijeme još neke skupine siuskih Indijanaca: Ponca, Omaha i Winnebago.